# Открытый стандарт
Открытый стандарт (в технике) — общедоступная и не секретная техническая спецификация, у которой либо отсутствует правообладатель (общественное достояние), либо же правообладателем является общественная организация, не совпадающая тождественно с производителем, использующим спецификацию в своих продуктах.
В качестве антонима обычно применяется словосочетание «проприетарный стандарт». Словосочетание «закрытая спецификация» применяется обычно только для случаев, когда спецификация не опубликована — например, является коммерческой тайной (применение слова «стандарт» для секретной информации выглядит нарушением правил словоупотребления русского языка).

## Определение открытого стандарта
Популярное определение, дано  Брюсом Перенсом: стандарт называется открытым, если он соответствует следующим принципам:
1. Доступность. Открытый стандарт доступен всем для чтения и реализации.
2. Максимизация выбора. Открытый стандарт создает справедливый конкурентный рынок для реализаций стандарта. Он не привязывает потребителя к определенному поставщику или группе поставщиков.
3. Отсутствие лицензионных отчислений. Открытые стандарты могут быть свободно реализованы всеми, без каких-либо лицензионных отчислений или платежей. Сертификация соответствия стандарту производимая стандартизирующими организациями может, однако, требовать платы.
4. Отсутствие дискриминации. Открытые стандарты и организации, их администрирующие не должны отдавать предпочтения одним реализациям перед другими по любым причинам кроме технического соответствия реализации стандарту. Сертифицирующие организации должны оставлять возможность для подтверждения соответствия для дешевых и бесплатных реализаций, но могут также предоставлять дополнительные услуги по сертификации.
5. Расширения и подмножества. Реализация Открытого стандарта может быть расширена по сравнению со стандартом, или предлагаться в виде части стандарта. Однако, сертифицирующие организации могут отказываться сертифицировать частичные реализации и могут налагать ограничения на расширения (см. Хищнические практики).
6. Хищнические практики. В открытых стандартах могут применяться условия лицензирования, защищающие от подрыва стандарта посредством тактики «Embrace-Extend-Extinguish». Связанная со стандартом лицензия может потребовать публикации справочной информации для расширений или публичной лицензии на создание, распространение и продажу программ, совместимых с расширениями. Не может быть никаких других запретов на расширение открытого стандарта.

Свои определения открытого стандарта дали также ряд других государственных и общественных организаций. Некоторые из них представляют собой компромисс с существующими коммерческими практиками. Другие поднимают новые специфические проблемы. Например, определение данное в документе Евросоюза «European Interoperability Framework» требует публичности самого процесса принятия и изменения стандарта. Определение Open Source Initiative требует полноты самого стандарта и наличия процедуры устранения обнаруживаемых неоднозначностей. Также в определении OSI уточняется, что открытый стандарт не должен зависеть от технологий, не отвечающих требованиям открытого стандарта. Определения, зафиксированные в законодательстве Дании, Испании, Франции, Венесуэлы в основном ограничиваются указаниями на доступность самих стандартов и свободу их реализации.

## Отличие открытых и закрытых стандартов
В отличие от открытых стандартов, закрытые стандарты имеют локальную область применимости и поддерживаются ограниченным кругом систем и специалистов. Например, служба каталогов Microsoft Active Directory (AD) основывается на открытом протоколе Kerberos, но Microsoft реализовала Kerberos таким образом, что это средство оказалось несовместимым с реализациями других поставщиков.
Открытый стандарт или формат данных аналогичны языку общения, одинаково понимаемому всеми в данной местности. К примеру, Интернет возник благодаря открытым стандартам. Профинансировав создание и реализацию протокола TCP/IP для Unix, агентство DARPA позволило использовать эти разработки всем желающим.
Однако, далеко не любой распространённый формат является открытым. В качестве примера можно привести форматы данных Microsoft Office. Корпорация Microsoft не предоставила в публичный доступ техническую документацию и таким образом по сути присвоила себе исключительное право на знание того, как организованы данные пользователей. Другие продукты, в частности свободный офисный пакет OpenOffice.org, нередко обеспечивают достаточно качественное чтение и запись этих документов — но закрытость формата все же не позволяет обеспечить полноценную поддержку.
Также, само по себе наличие технической документации недостаточно. Так, например, формат OpenOffice.org 1 (.sxw) не являлся открытым, несмотря на некоторое документирование и свободный статус продукта. Этого было недостаточно. OpenOffice.org ветки 2 использует по умолчанию OASIS OpenDocument XML format — международный открытый формат данных, принятый как стандарт ISO. Формат Open Document одобрен Евро-комиссией как базовый стандарт для международного документооборота.

## Роль для свободного программного обеспечения
Сторонник свободного ПО Эрик Реймонд неоднократно подчёркивал высокую важность открытых стандартов для этой экосистемы. Несложно догадаться, что в противном случае свободное ПО нарушало бы права правообладателей всех тех спецификаций, которые в нем реализованы. При этом даже в случае отсутствия юридического преследования со стороны правообладателя свободное ПО окажется в положение «вечного догоняющего» по отношению к проприетарному продукту.

## Выгоды открытых стандартов
- Свобода действий. Документ в открытом формате можно составлять из нескольких источников, перевёрстывать (в том числе автоматически), а при сдаче в печать — удалять компрометирующие метаданные. Больше шансов, что на рынке найдётся программа, выполняющая нужную задачу; если же задача нестандартна — меньше препятствий для самостоятельного написания ПО. В технике: резьбу нарезать можно на любой детали — не только на винте и гайке, а и, например, на стойке или струбцине, не боясь судебного иска за нарушение лицензии. Столь же свободно можно изготавливать, совершенствовать и продавать инструменты и машины для нарезания резьбы.
- Взаимодействие в системах, составленных из разнородных компонентов. Интернет состоит из большого количества устройств разного назначения, работающих под самыми разными ОС — Unix, Linux, Mac OS, Windows и другими. В технике: если нужно заменить открутившуюся гайку, нужны не патентованные гайки ∅6 компании XXX, а гайки M6 любого завода. Ниже вероятность возникновения замыкания на поставщике и монополии.
- Низкая цена реализаций. Достигается как широкой конкуренцией, так и нулевыми расходами на лицензирование.

## Недостатки открытых стандартов
- Слабые механизмы наказания за несоблюдение спецификаций. Если в случае закрытого стандарта можно угрожать судом, для открытого стандарта остаются только государственная защита (в частности, путём ГОСТов, обязательных к исполнению) и отказ в сертификации (когда на продукции, соответствующей стандарту, ставится особая маркировка). Если защиты нет, компания может пойти ради прибыли на серьёзные нарушения (возможно, сделав результат закрытым — не обязательно стандартом). Существующие практики бизнеса не считают добавление проприетарных доделок в открытый стандарт ни нарушением чего бы то ни было, ни даже морально осуждаемым деянием. Например: на заре войны браузеров компании Netscape и Microsoft добавляли в HTML визуальные теги. Открытый стандарт трубной резьбы позволяет любому делать трубы и сантехнику со стандартной резьбой — поэтому есть риск купить некачественную сантехнику, которая уже через полгода лопнет и затопит соседей.
  - В некоторых отраслях деятельности встречается много самоучек, которые отступают от стандарта исключительно по незнанию. Например: вебмастер прикрепляет к HTML-документу любой найденный в учебнике !DOCTYPE, не осознавая, что он значит. Электрик соединяет «ноль» с «землёй», что запрещается Правилами устройства электроустановок.
- Открытые стандарты появляются относительно поздно; как правило, на уже устоявшемся рынке. Бизнес, нацеленный на сиюминутную прибыль, первым появляется с закрытым форматом там, где эта прибыль ожидается. Примеры: закрытые форматы WordPerfect и Microsoft Word, DVD-R и DVD-RW. Система электроснабжения постоянным током Эдисона также была закрытым форматом.
  - Здесь следует заметить, что в английских текстах слово «proprietary» применительно к форматам не всегда означает закрытый стандарт или наличие правовых ограничений вообще. Пользовательский интерфейс текстового редактора Emacs, появившийся относительно рано, не имеет правовых ограничений, но сильно отличается от многих интерфейсов, появившихся позже, и может вызвать у пользователей затруднения в переходе между Emacs и другими редакторами.[2]

## Примеры открытых стандартов
- PCI. Контролируется организацией PCI SIG, в которую может вступить каждый, уплатив не-запретительный взнос. Невзирая на неформальное доминирование компании Intel в данной организации, она не является подразделением Intel.
- USB. Применимо все, что сказано выше про PCI.
- Семейство стандартов RFC — IP, TCP, UDP, HTTP, FTP, SMTP, IMAP и так далее. Контролируется организацией IETF, в которую может вступить каждый. Более того, в отличие от PCI и USB, в IETF не прослеживается доминирующая компания.
- POSIX
- Стандарты большинства языков программирования.

## Примеры проприетарных стандартов
- Win32. Невзирая на публикацию документации высокого качества, данная спецификация имеет правообладателя, совпадающего с поставщиком решения (Windows), на ней основанного. Принятие решений по этой спецификации есть монопольное право Microsoft.
- SMB/CIFS. То же, что и выше, более того, до судебного решения Еврокомиссии вообще был закрытой спецификацией.
- Java. Правообладателем является компания Oracle.
- Sony Memory Stick. Существует система запретительных юридических мер, запрещающих производство контроллеров этого вида флеш-памяти компаниями, отличными от Sony.
- VHS. Правообладателем является компания JVC.
- X11. Правообладателем является MIT.

## Примеры закрытых спецификаций
- Формат файлов старой версии Microsoft Office (.doc и .xls).
- Формат сетевых данных между Outlook и MS Exchange Server.
- Распайка выводов значительного числа микросхем в бытовой электронике
- Детальная техническая информация об узлах и деталях современных автомобилей